# I ragazzi di padre Tobia
I ragazzi di padre Tobia è una serie televisiva italiana, ideata da Mario Casacci e Alberto Ciambricco (già ideatori delle serie del Tenente Sheridan), e Silvano Balzola (sceneggiatore) e prodotta tra il 1967 e il 1968 dalla Rai con la regia di Italo Alfaro. La serie fu trasmessa tra il 1968 e il 1973 in quattro stagioni per un totale di 14 episodi, il primo dei quali andò in onda mercoledì 13 marzo 1968 sul Programma Nazionale della Rai nello spazio televisivo della TV dei ragazzi.
Si tratta di una serie TV a sfondo pedagogico che fa leva sui valori della lealtà, del coraggio, e dell'amicizia. I protagonisti sono padre Tobia (Silvano Tranquilli), il suo sacrestano Giacinto (il caratterista Franco Angrisano) e il gruppo dei ragazzi scout della parrocchia. Tra gli altri interpreti che gravitano attorno all'investigatore con la tonaca: Enrico Lazzareschi, Livia Scalera, Alberto Carloni, Loris Gizzi, il caratterista Mario Laurentino. Franco Angrisano interpreta il sagrestano Giacinto: grasso, timido, impacciato, tutto l’opposto di Padre Tobia. Mario Casacci e Alberto Ciambricco firmano il soggetto e la sceneggiatura in collaborazione con Silvano Balzola). 
Il programma ebbe grande successo e la canzone della sigla Chi trova un amico trova un tesoro, per le musiche di Roberto De Simone, è rimasta nella memoria di chi all'epoca era bambino.
Le scenografie degli episodi sono state realizzate alternativamente da più scenografi, tra i quali Giuliano Tullio e Paolo Petti.
I 14 episodi della serie sono stati pubblicati su Dvd nel 2010.

## Trama
Padre Tobia è un giovane prete anticonvenzionale, brillante e un po' disordinato, dinamico e abile, con un debole per i fumetti e nel disegnare caricature. La sua vita è dedicata ai ragazzi della sua parrocchia. Li coinvolge in molte attività di gruppo e insegna loro il Judo. Con l'aiuto dei ragazzi, e del sagrestano Giacinto (che è anche un po' tonto), il sacerdote si ritrova a vestire i panni del detective e a risolvere una serie di veri e propri gialli. In altre occasioni si dimostra attento nel dare i giusti consigli per aiutare un ragazzo in difficoltà. 
Nell'episodio Il tesoro, i ragazzi vanno a caccia di un tesoro nascosto che salverà le sorti del campetto sportivo e l’inseguimento di un gruppo di ladruncoli.
Nell'episodio Operazione esami di licenza, i ragazzi entrano in azione per aiutare Toto, un padre di famiglia che ha difficoltà a superare l'esame di licenza media. Anche a costo di qualche scorrettezza, i ragazzi riescono nell'impresa e a risolvere le cose per il meglio. 
Nell'episodio Il pappagallo, uno dei ragazzi trova un pappagallo con una straordinaria proprietà di linguaggio. Il gruppo decide di allestire uno spettacolo che, grazie a questo fenomeno parlante, attira una grande quantità di pubblico. In virtù degli incassi dello spettacolo, il prete e i suoi ragazzi riescono a salvare un circo dalla chiusura.
Nella terza stagione Tobia affronta anche temi delicati (uno dei ragazzini si ritrova coinvolto in un traffico di sigarette).

## Episodi
| nº | Titolo                                     | Prima visione     |
| -- | ------------------------------------------ | ----------------- |
| 1  | Lunga veglia a villa Fiordaliso            | 13 marzo 1968     |
| 2  | Il tesoro                                  | 20 marzo 1968     |
| 3  | Allarme al camping                         | 27 marzo 1968     |
| 4  | Operazione esame di licenza                | 29 gennaio 1969   |
| 5  | La notte del campionato (episodio inedito) | 5 febbraio 1969   |
| 6  | Giacinto nei guai                          | 12 febbraio 1969  |
| 7  | Il pappagallo                              | 19 febbraio 1969  |
| 8  | Le sorprese di un somaro                   | 26 febbraio 1969  |
| 9  | Cercate il testimone                       | 5 marzo 1969      |
| 10 | Fantasmi a villa Sorriso                   | 7 gennaio 1970    |
| 11 | Tutti per uno                              | 14 gennaio 1970   |
| 12 | Che paura!                                 | 21 gennaio 1970   |
| 13 | Salviamo la pineta                         | 5 settembre 1973  |
| 14 | Dov'è Renzo?                               | 12 settembre 1973 |